# 東京文理学院
東京文理学院高等部（とうきょうぶんりがくいんこうとうぶ）は、東京都新宿区高田馬場にあるサポート校である。

## 概要
1992年（平成4年）開校の、東京都で最初のサポート校。専用の5階建校舎を有し、全日制高校のスタイルで授業や学校行事を行っている。学力別に1クラス30名前後のクラス（各学年とも4クラスで、うち2・3学年の1組は一般受験の進学クラス、各学年の3組は男子クラス）編成で、週5日の授業を実施しているが強制ではなく、生徒の状態に合わせて出来ることから進めるように配慮している。授業は集中力の持続を考慮して1コマ40分の設定。出席率は約80％と、サポート校の中では格段に高い。制服があり、部活や委員会、体育祭や文化祭などの学校行事がある。生活指導も行われる。
生徒は通信制の大智学園高等学校に同時入学し、同校での高卒資格を取得することを目標に授業が行われる。